# Urosaurus lahtelai
Urosaurus lahtelai là một loài thằn lằn trong họ Phrynosomatidae. Loài này được Rau & Loomis mô tả khoa học đầu tiên năm 1977.